# Гаррі Гупер
Гарольд «Гаррі» Гупер (англ. Harold "Harry" Hooper; 14 червня 1933 — 26 серпня 2020) — англійський футболіст, що грав на позиції півзахисника, зокрема, за клуби «Вест Гем Юнайтед», «Бірмінгем Сіті» та «Сандерленд», а також молодіжну збірну Англії.

## Клубна кар'єра
Народився 14 червня 1933 року. Вихованець футбольної школи крикетного клубу «Гілтон Коллієрі».
У дорослому футболі дебютував 1950 року виступами за команду «Вест Гем Юнайтед», в якій провів шість сезонів, взявши участь у 119 матчах чемпіонату.
Протягом 1956—1957 років захищав кольори клубу «Вулвергемптон».
Своєю грою за останню команду привернув увагу представників тренерського штабу клубу «Бірмінгем Сіті», до складу якого приєднався 1957 року. Відіграв за команду з Бірмінгема наступні три сезони своєї ігрової кар'єри. Більшість часу, проведеного у складі «Бірмінгем Сіті», був основним гравцем команди.
1960 року уклав контракт з клубом «Сандерленд», у складі якого провів наступні три роки своєї кар'єри гравця. Граючи у складі «Сандерленда» також здебільшого виходив на поле в основному складі команди.
Згодом з 1963 по 1967 рік грав у складі команд «Кеттерінг Таун» та «Данстебел Таун».
Завершив професійну ігрову кар'єру у клубі «Гінор Таун», за команду якого виступав протягом 1967—1968 років.

## Виступи за збірні
З 1954 по 1957 рік захищав кольори другої збірної Англії. У складі цієї команди провів 6 матчів, забив 2 голи.
1955 року залучався до складу молодіжної збірної Англії. На молодіжному рівні зіграв у 2 офіційних матчах, забив 2 голи.
Був присутній в заявці національної збірної Англії на чемпіонаті світу 1954 року у Швейцарії, але на поле не виходив.